# Michele Zolla
Michele Zolla (n. 2 iulie 1932, Armeno, Piemont, Italia – d. 1 ianuarie 2024, Roma, Italia) a fost un oficial și politician italian. Membru al Democrației Creștine, a servit în Camera Deputaților din 1972 până în 1992. 
Zolla a murit la Roma la 1 ianuarie 2024, la vârsta de 91 de ani. 